# Vince's Devils
Vince's Devils (oorspronkelijk bekend als Ladies in Pink) was een stable van vrouwelijke professioneel worstelaarsters dat actief was in de World Wrestling Entertainment (WWE) op Raw. Het team bestond uit Candice Michelle, Victoria en Torrie Wilson. De drie vrouwen vormden hun alliance in augustus 2005 nadat Wilson en Candice Michelle een transfer kregen naar Raw vanuit SmackDown!. Het team wordt de Vince's Devils genoemd nadat de WWE voorzitter Vince McMahon de groep hielp bij hun matchen en rivaliteiten. De Devils werden officieel ontbonden op maart 2006.

## In worstelen
- Finishers
  - Double D DDT - uitgevoerd door Torrie Wilson en Candice Michelle
  - Nose Job - uitgevoerd door Torrie Wilson
  - Widow's Peak - uitgevoerd door Victoria
  - Sugar Rush - uitgevoerd door Candice Michelle

- Signature moves
  - Candylicious - uitgevoerd door Candice Michelle
  - Chloe Tush Push - uitgevoerd door Chloe